# Chauffeuse (Grete Jalk)
 (avril 2023).
Les informations dans cet article sont mal organisées, redondantes, ou il existe des sections bien trop longues. Structurez-le ou soumettez des propositions en page de discussion.
Avec le temps, il arrive que le contenu présent dans un article devienne désordonné. Il est souvent nécessaire de réorganiser l'article de fond en comble.
- Il faut tout d’abord répartir le contenu de l'article en plusieurs sections. Les informations doivent ensuite être exposées clairement et le plus synthétiquement possible, regroupées par sujet afin d'éviter les doublons. Quelqu'un cherchant une information précise doit pouvoir la trouver rapidement en lisant la section appropriée.
- À l'intérieur de chaque section, le texte, souvent initialement sous la forme de phrases éparses, doit être regroupé dans des paragraphes de quelques lignes, en assurant un enchaînement logique et une cohérence entre les phrases.
- Lorsque l'article ou l'une de ses sections développe trop longuement un point qui n'est pas dans le cœur du sujet traité, il convient de faire une synthèse et de transférer l'ancien contenu dans des articles plus appropriés (en cas de transfert, il faut impérativement respecter la procédure Aide:Scission).

Si vous pensez que ces points ont été résolus, vous pouvez retirer ce bandeau et améliorer le plan d'un autre article.

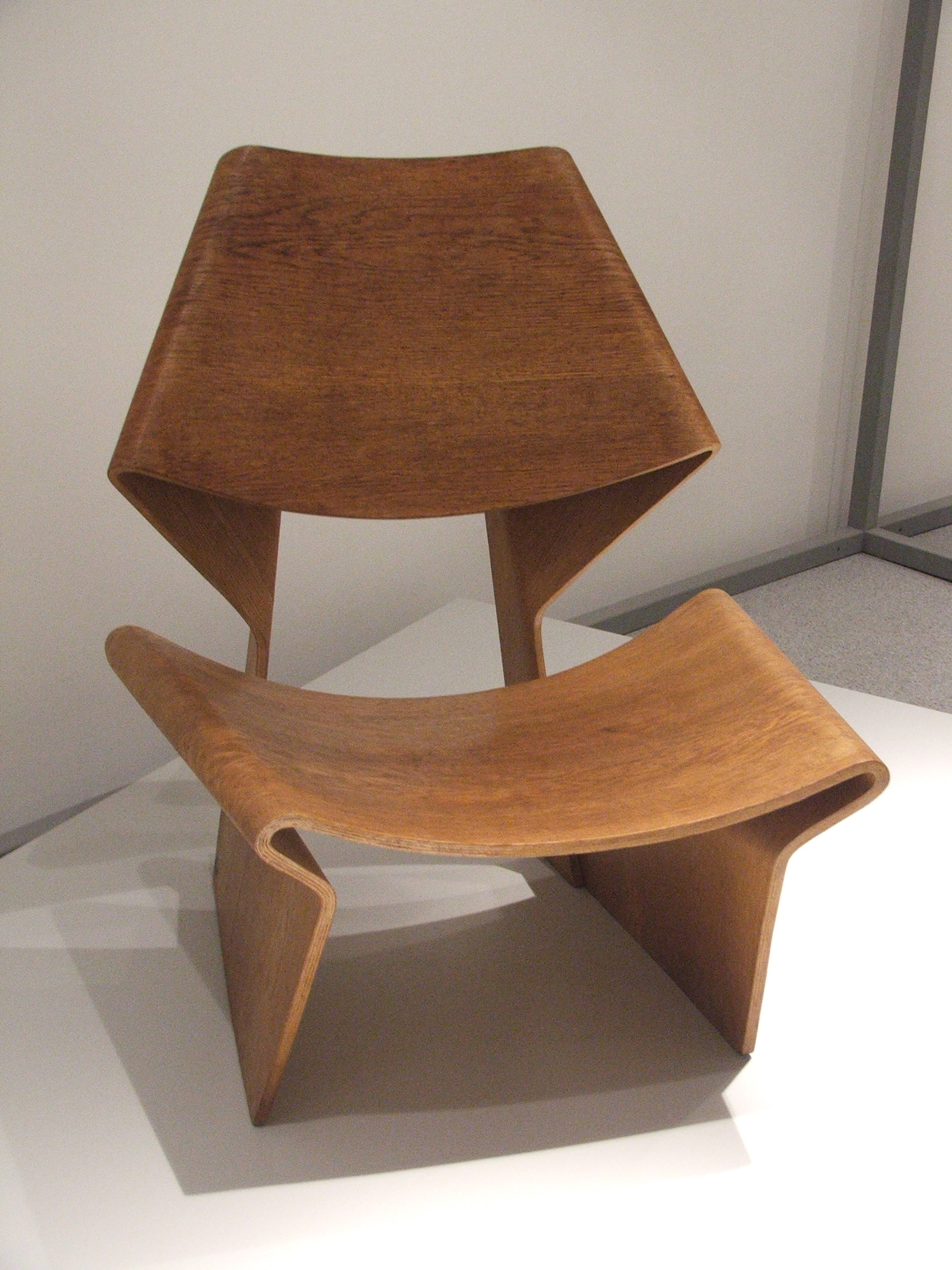
Chauffeuse exposée au musée d'art moderne de Munich en 2006

La Chauffeuse de Grete Jalk est une chaise fabriquée en 1963 pour Poul Jeppesen. Cette chaise permet à la designeuse de se faire connaître dans le monde du design de mobilier. Elle se retrouve aujourd'hui dans plusieurs musées dont le musée des arts décoratifs de Paris[réf. souhaitée] et le musée des beaux-arts de Montréal[réf. souhaitée] ainsi qu'au Museum of Modern Art .

## Histoire et fabrication
- Si vous ne connaissez pas le sujet, laissez ce bandeau (vous pouvez alors contacter les auteurs).
- Si vous supprimez le contenu mis en cause (vous pouvez préalablement contacter les auteurs),

argumentez précisément cette suppression dans la page de discussion
(un manque de référence n'est pas un argument ; une recherche réelle de référence doit avoir été effectuée, être formellement documentée).
Elle a été fabriquée à partir de bois lamellé en hêtre et assemblée avec des boulons d’acier. Cette assise a une dimension de 73.6 x 71.7 x 62,9 cm. Elle a été faite à partir de deux pièces de bois formées dans une seule feuille de contreplaqué. Les courbes sont très accentuées et vont dans une seule direction ce qui donne une apparence unique. Cette chaise combine à la fois les surfaces très courbes de l’assise et du dossier avec la forme plus rigide et géométrique de la base. Ce siège n’a été produit qu'à 300 exemplaires dans une variété de placage comme le teck, le hêtre, le bois de rose, le pin d’Oregon, le noyer et le chêne. Ce petit nombre d'exemplaires est dû au fait que les meubles en contreplaqué n’étaient plus ce que les consommateurs désiraient acheter à cette époque.
Cette chaise est pourtant la gloire d’une nouvelle tradition de contreplaqué qui était pour cette période du meuble scandinave une idée très différente. Cette période se caractérise par l’utilisation simple et directe de matériaux employés à des résultats pratiques et dans un souci de fonctionnalité. Ikea est le symbole du design scandinave avec son style très épuré et ses lignes strictes.
La fabrication du contreplaqué moulé a commencé vers 1914 en Europe pour ensuite être utilisée aux États-Unis. Cette technique rend au mobilier son aspect organique et souple. Il rappelle même le pliage de papier japonais, l'origami. La fabrication du contreplaqué moulé est la même que le contreplaqué plat. C’est-à-dire de fines tranches de bois (8 à 10 mm d’épaisseur) qui sont superposées. Les fibres sont croisées après l’encollage. À la suite de cette étape, de minces panneaux de contreplaqué sont formés. Ils sont par la suite, placés dans un moule de la forme voulue et ensuite pressés. C’est à ce moment qu’ils prennent la forme du moule qui peut donner des courbes ou seulement être arrondi. On peut finalement le chauffer de 5 à 10 minutes à 90 °C et le dessin voulu prend forme.
Le contreplaqué moulé retrouve les mêmes avantages que ceux du contreplaqué plat, mais cependant il donne la liberté de la forme. C’est un matériau léger et facile à mettre en œuvre avec sa stabilité et une résistance élevées au choc. Le hêtre, le peuplier et le pin sont les essences les plus utilisées pour ce genre de moulage. En plus de pouvoir courber le matériau, il peut être agrémenté de placages nobles tels que le merisier et l'Okoumé. Ce genre de fabrication est utilisé essentiellement dans le mobilier, mais peut être aussi utilisée dans le bâtiment. Pour ce dernier c’est l’idéal pour recouvrir des poteaux et faire les murs courbes. Il donne des courbes agréables et une élégance innée qui souligne sa convivialité naturelle. Avec cette méthode de fabrication, presque rien n’est impossible. 
Grete Jalk utilise ce matériau dans ses réalisations car il est bon marché. En plus, il permet de réaliser du mobilier abordable pour le grand public. En plus de devenir un matériau évolutif dans les secteurs du nautisme, décoration, bâtiment, industrie du transport… il est le matériau recyclable par excellence. Il contribue activement à la protection de l’environnement ainsi qu’à l’équilibre écologique et économique de la filière du bois. Le mobilier  qu’elle a créé se retrouve dans la majorité des pièces de sa maison, à Copenhague. Elle a un intérêt particulier pour cette technique de fabrication et c’est avec celle-ci qu’elle produira une série de pièces telle que les tables gigognes et la table de nuit, en 1963.

## Designer
Grete Jalk est née le 18 juin 1920 à Copenhague, au Danemark. Sa formation d’ébéniste lui rapportera une réputation respectable et une place supérieure dans le design danois en tant qu’observatrice du design, comme membre du jury et comme organisatrice d’exposition. Pour la majorité de ses créations, elle travaillera en étroite collaboration avec le fabricant Poul Jeppesen,,.